# Steve Bullock
Stephen Clark Bullock, detto Steve (Missoula, 11 aprile 1966), è un politico statunitense, governatore del Montana dal 2013 al 2021. Esponente del Partito Democratico e procuratore di professione, Steve Bullock è stato dal 2009 al 2013 procuratore generale del Montana.

## Biografia
Bullock è nato a Missoula, nel Montana, e cresciuto a Helena, la capitale dello stato.  È figlio di Penny Clark e Mike Bullock, insegnante e amministratore.  I suoi genitori hanno divorziato quando lui era alle elementari. Ha studiato alla Helena High School e al Claremont McKenna College, laureandosi poi in legge con lode alla Columbia University di New York.
Bullock è stato consigliere legale del Segretario di Stato del Montana, Mike Cooney.  Ha lavorato per quattro anni con il Dipartimento di Giustizia del Montana sotto il procuratore generale Joe Mazurek, prima come procuratore generale aggiunto, e successivamente come vice capo sostituto (1997-2001). Durante questo periodo, è stato anche direttore legislativo, coordinando gli sforzi legislativi del Procuratore Generale.  In qualità di vice procuratore generale, Bullock ha scritto le motivazioni che garantivano l'accesso pubblico a corsi d'acqua e fiumi.
Non ha avuto successo nella sua prima gara per il Procuratore Generale del Montana, perdendo nel 2000 nelle primarie contro il democratico Mike McGrath, eletto Procuratore Generale quell'anno per poi ricoprire il ruolo di Capo della Corte Suprema del Montana.  Dal 2001 al 2004 Bullock ha praticato legge a Washington, DC nello studio Steptoe & Johnson, lavorando anche come professore a contratto presso la Law School della George Washington University.  Nel 2004 è tornato nel Montana, lavorando in uno studio privato a Helena dove ha rappresentato persone, organizzazioni di consumatori, sindacati, ufficiali di pace, piccole e grandi imprese.
Nel 2008 Bullock è il candidato democratico per il ruolo di procuratore generale, sconfiggendo altri due candidati alle elezioni primarie.  Ha poi vinto con il 52,64% dei voti contro il repubblicano Tim Fox.  Ha spinto per ottenere leggi più severe sulla guida in stato di ubriachezza e un giro di vite contro l'abuso di droghe. L'ufficio del procuratore generale ha anche perseguito l'industria ferroviaria per pratiche commerciali monopolistiche e ha bloccato una fusione anticoncorrenziale tra due delle maggiori imprese di carne nel paese.
Nel 2012 si candida all'incarico di governatore del Montana (fino ad allora occupato dal democratico Brian Schweitzer) vincendo le primarie democratiche con l'87% dei voti e sconfiggendo il candidato repubblicano Rick Hill nelle elezioni generali con il 48% dei voti.  Nel 2016 Bullock ha vinto la rielezione con il 50,2% dei voti, sconfiggendo il candidato repubblicano Greg Gianforte.
Il 14 maggio 2019 ha annunciato di candidarsi alle primarie democratiche per le elezioni presidenziali del 2020. Si è ritirato il 2 dicembre 2019.

## Vita privata
Sposato con Lisa, è padre di tre figli.